# جائزة ألمانيا الكبرى 1989
جائزة ألمانيا الكبرى 1989 هو سباق فورمولا 1 أقيم بتاريخ 30 يوليو 1989 في حلبة هوكنهايم، ألمانيا الغربية. كان التاسع من أصل 16 في بطولة العالم لسباقات الفورمولا واحد موسم 1989. حلّ البرازيلي آيرتون سينا أولا بينما جاء الفرنسي ألن بروست في المركز الثاني وحصل على المركز الثالث البريطاني نايجل مانسيل.